# Resilient Power Control Module
Resilient Power Control Module (RPCM) — модуль удалённого управления электропитанием с расширенными возможностями. С точки зрения классификации относится к семейству изделий Smart PDU, но отличается большим числом интегрированных функций, что позволяет причислить его к новому направлению устройств управления электропитанием (некоторые устройства из этого направления перечислены в разделе "Аналоги").

## История создания
Разработан компанией RCNTEC.
Первоначально RPCM разрабатывался как часть проекта горизонтально-масштабируемой системы хранения данных «Полибайт» (международное название — Resilient Cloud Storage (RCS));
В апреле 2016 года RPCM был выделен в отдельный проект.

## Предназначение
RPCM проектировался как система удалённого управления электропитанием для различных задач:
- обеспечение пожарной и электробезопасности, контроль заземления;
- управляемые розетки для удалённого администрирования;
- аварийное отключение при коротких замыканиях одной розетки, а не всего PDU целиком.
- контроль потребления электроэнергии на каждом выводе, удержание общего потребления в заданных пределах путём автоматического отключения второстепенных потребителей;
- защита от пропадания напряжения на вводе, в том числе при питании от ИБП (Автоматический Ввод Резерва — АВР);
- автоматический контроль подключённых устройств по сети по параметрам: доступность TCP-порта, ICMP (ping), уровень энергопотребления, уровень хешрейта (для устройств добычи криптовалюты); при определении некорректно работающего устройства выполняется перезапуск по питанию.

## Управление устройством
В RPCM реализованы следующие способы удалённого управления:
- web-интерфейс,
- доступ по SSH с интерфейсом командной строки (Command Line Interface, CLI),
- REST API;
- SNMP v1/2c и v3 и REST API.

Выпущено мобильное приложение для управления RPCM с помощью планшетного компьютера или смартфона. На момент написания статьи выпущена версия для IOS.

## Сообщество
Существует собственное Open Source Community, расширяющее область применения и возможности продукта.
Внешний интерфейс REST API позволяет разрабатывать дополнительные модули на различных языках программирования.
На GitHub создана открытая площадка для разработок, цель которых — расширить возможности RPCM при помощи внешних скриптов. Несколько примеров выложены на Ruby

## Разновидности Resilient Power Control Module

### Серия для монтажа в стойку 19 дюймов (форм-фактор 1U)
Таблица 1. Сравнительная таблица моделей.
| Модель                        | Сила тока, макс | Подключение                   | Отличительные функции                                                                                    | Количество вводов |
| RPCM (1502)                   | 16А             | 2 (два) разъёма IEC-320-C20;  | управление вводами, в том числе отключение и включение ввода                                             | 2 ввода с АВР     |
| RPCM 1532                     | 32А             | 2 (два) разъёма 2P+E 32A 250V | отличается от RPCM 1502 повышенной суммарной мощностью. Остальные функции те же, что у предыдущей модели | 2 ввода с АВР     |
| RPCM ME 1563 (Mining Edition) | 63А             | 1 (один) разъём 2P+E 63A 250V | Ещё более высокая суммарная мощность (около 15кВт). Нет АВР.                                             | 1 ввод            |

### Серия RPCM 3x250 и RPCM DELTA
RPCM 3x250 и RPCM DELTA — системы управления электропитанием, рассчитанные на трехфазное подключение.
Фактически RPCM 3x250 и RPCM DELTA включают три модуля RPCM в одном в настенном шкафу со стеклянной дверцей.
RPCM 3x250 и RPCM DELTA имеют по 10 выводов 25A на каждой фазе (всего 30 выводов). Благодаря конструкции клемм к каждому выводу можно подключать до 3-х устройств.
RPCM 3x250 и рассчитан на входящий ток в 250А по каждой линии подключения и имеет выводы по 25А. Предназначен для подключения по типу «звезда» к сетям с фазным напряжением 220-240В.
RPCM DELTA рассчитан на входящий ток в 467А по каждой линии подключения. Ток на выводах: номинальный 25А, максимальный 27А и 21.6А с учётом 80 % правила планирования National Electric Code. Предназначен для подключения к сетям с фазным напряжением 120В по схеме подключения «треугольник» с итоговым результирующим напряжением 208В. Такое подключение используется в Северной Америке.

### Серия RPCM DC
RPCM DC применяется в схемах для управления электропитанием оборудования постоянного тока, в том числе в телеком секторе для базовых станций и коммутаторов. В остальном задачи перед RPCM DC для постоянного тока, что и RPCM AC для переменного.
На данный момент выпущены следующие модели:
| Модель          | Сила тока, макс | Подключение                                                                         | Отличительные функции                                    | Количество вводов |
| --------------- | --------------- | ----------------------------------------------------------------------------------- | -------------------------------------------------------- | ----------------- |
| RPCM DC ATS 76A | 76А             | Пружинные клеммы (1.5-16 мм2)                                                       | Есть АВР.                                                | 2 ввода с АВР     |
| RPCM DC 232A    | 232A            | Клеммы с винтовыми зажимами под жёсткий кабель (25-95мм2), гибкий кабель (35-95мм2) | Более высокая суммарная мощность (около 11кВт). Нет АВР. | 1 ввод            |

Примечание. В отличие от АВР в моделях для переменного тока RPCM AC ATS (RPCM 1502 и RPCM 1532), где происходит моментальное переключение между вводами, в RPCM DC ATS питание подается одновременно от двух источников по одному на каждом вводе. Это позволяет не прерывать подачу тока при отключении одного из вводов.

## Внутреннее устройство системы управления
В управляющем блоке RPCM используется 3 контроллера:
- High Level Controller (HLC), работающий под управлением Software — отвечает за интерфейс пользователя: web-interface, SSH CLI, REST API, SNMP.
- Low Level Controller (LLC), работающий под управлением Firmware — отвечает за операции с электроникой, например, управлением вводами и выводами, АВР, счётчиками, защитой от перегрузки и короткого замыкания.
- Display Controller, работающий под управлением Display Firmware — отвечает за вывод на дисплей и за внешнюю индикацию.

## Использование
Область применения не ограничена при условии соблюдения технических параметров и требований безопасности.
Традиционная сфера применения — использование в качестве модулей управления питания для ЦОД, сетевого оборудования, майнинговых ферм и других высокотехнологичных областей, где требуется постоянный контроль.
Другое предназначение RPCM — управление электропитанием на удалённых объектах (загородных домах, коттеджах, автозаправках и т.д.) с использованием автоматического или ручного контроля.
Модель RPCM ME 1563 разрабатывалась для поддержки питания при добыче криптовалют (ME — Mining Edition), но может применяться для других задач.

## Дополнительная информация
RPCM успешно прошел испытания и сертифицирован в соответствии со стандартами Таможенного союза ЕАЭС и директивами Европейского союза.

## Совпадение аббревиатур
На международной космической станции присутствуют модули дистанционных контроллеров питания со схожей аббревиатурой «RPCM». Появление схожих названий и аббревиатур является случайным совпадением.

## Аналоги
RPCM — не единственное устройство в своём классе. Примеры таких устройств показаны в Таблице 2.
Таблица 2. RPCM 1502 и аналоги.

| Параметры                                             | Значения                              | RPCM 1502 | APC AP7921B                                                                          | APC AP7721, APC AP7723, APC AP7724 | Tripp-Lite PDUMH20HVNET | Tripp-Lite PDUMH20HVATNET | ATEN PE8208G | Hyperline MS-PDU-D-118C0816-DIN |
| Вход                                                  | Мощность                              | 3680ВА | 3680ВА                                                                               | - AP7721 - 2300 ВА; - AP7723 - 3680ВА; - AP7724 - 14,4кВт | Полная мощность 3,84 кВт (240 В); 3,68 кВт (230 В); 3,52 кВт (220 В); 3,33 кВт (208 В); 3,2 кВт (200 В) | Полная мощность 3,84 кВт (240 В); 3,68 кВт (230 В); 3,52 кВт (220 В); 3,33 кВт (208 В); 3,2 кВт (200 В) | 3680ВА | 3680ВА |
| Вход                                                  | Тип входных разъёмов                  | 2 разъёма IEC-320-C20 | 1 разъём IEC-320-C20                                                                 | - AP7721 - 2 разъёма IEC-320 C14; - AP7723 2 разёма IEC-320 C20; - AP7724 2 разъёма IEC 309 32A 2P+E                                                                | 1 разъём IEC-320-C20 | 2 разъёма IEC-320-C20 | 1 разъём IEC-320-C20 | 1 разъём IEC-320-C20 |
| Вход                                                  | Номинальное напряжение                | | 200В, 208В, 230В                                                                     | 200В, 208В, 230В | 208В, 230В | 20 А, 208/240 В; 16 А, 230 В | | |
| Вход                                                  | Номинальный ток                       | 16А | 16А                                                                                  | | 12 А при 208 В; 10 А при 230 В | 20 А, 208/240 В; 16 А, 230 В | 16А | 16А |
| Вход                                                  | Допустимое напряжение                 | 100 - 240В | 200 - 240 В                                                                          | | 200 - 240 В | 200 - 240 В | 110 - 240В | 110 - 240В |
| Вход                                                  | Допустимый ток                        | | 20А                                                                                  | - AP7721 - 10А; - AP7723 - 20А; - AP7724 - 32А | 20А | 20А | | |
| Вход                                                  | Переключатели                         | Нет | Нет                                                                                  | Нет | Нет | Двухпозиционный переключатель возле цифрового индикатора в положении "HI" позволяет работать с напряжениями 220, 230 или 240 В, а в положении "LO" с напряжениями 200 или 208 В.                                                                                    | Нет | |
| Вход                                                  | Количество фаз                        | 1 | 1                                                                                    | 1 | 1 | 1 | 1 | 1 |
| Вход                                                  | Частота                               | 50/60 Гц ± 5% | 50/60 Гц                                                                             | 50/60 Гц | 50 / 60 Гц | 50/60 Гц | 50 / 60 Гц | 50 / 60 Гц |
| Вход                                                  | АВР                                   | Да | Нет                                                                                  | обычно 8 – 12 мс, 16 мс максимум 60 Гц, 18 мс максимум 50 Гц | Нет | Да | Нет | Нет |
| Вход                                                  | Время переключение между входами      | Не более 14мс | Нет                                                                                  | обычно 8 – 12 мс, 16 мс максимум 60 Гц, 18 мс максимум 50 Гц | Нет | 2-7мс | Нет | Нет |
| Вход                                                  | Контроль заземления                   | Индикация корректности подключения заземляющего проводника | Нет                                                                                  | Нет | Нет | Нет | Нет | Нет |
| Выход                                                 | Тип выходных разъемов                 | 10 разъёмов IEC-320-C13 | 8 разъёмов IEC-320-C13                                                               | - AP7721 - 12 разъёмов IEC-320-C13; - AP7723 - 8 разъёмов IEC-320-C13 и 1 разъём IEC-320-C19; - AP7724 16 разъёмов IEC-320-C13 и 2 разъёма IEC-320-C19 в корпусе 2U | 8 разъёмов IEC-320-C13 | 8 разъёмов IEC-320-C13, 2 разъёма IEC-320-C19 | 7 разъёмов IEC-320-C13, 1 разъём IEC-320-C19 | 8 разъёмов IEC-320-C13 |
| Выход                                                 | Максимальная суммарная сила тока      | 16А | 16А                                                                                  | - AP7721 - 10А; - AP7723 - 16А; - AP7724 - 32А | 16А | 16А | 16А | 16А |
| Выход                                                 | Тип автоматического выключателя       | Защита по перегрузке: | Нет                                                                                  | Нет | Нет | Нет | Нет | Автоматический выключатель |
| Выход                                                 | Тип автоматического выключателя       | настраиваемая 0,1-10А (по умолчанию 10А) | Нет                                                                                  | Нет | Нет | Нет | Нет | Автоматический выключатель |
| Выход                                                 | Тип автоматического выключателя       | защита от короткого замыкания 17 Iном | Нет                                                                                  | Нет | Нет | Нет | Нет | Автоматический выключатель |
| Выход                                                 | Время включения выходных потребителей | Пользователь может определять последовательность включения и задавать время задержки для каждого порта для обеспечения надлежащего порядка включения оборудования (по умолчанию с задержкой 3с) | Пользователь может задавать последовательность включения и отключения каждой розетки | Нет | Нет | Розетки при изготовлении запрограммированы на поочередное подключение с интервалом 250 миллисекунд после первичной подачи питания на PDU | Пользователь может определять последовательность включения и задавать время задержки для каждого порта для обеспечения надлежащего порядка включения оборудования. | Пользователь может определять последовательность включения и задавать время задержки для каждого порта для обеспечения надлежащего порядка включения оборудования. |
|                                                       | Фиксация шнуров                       | Стяжками | Нет                                                                                  | Нет | Зажимами | Нет | Нет | Нет |
| Индикация                                             | На светодиодных индикаторах входов    | Состояние "вкл", "выкл", несоответствие параметрам, приоритет, обозначение корректно подключенной земли                                                                                         | Нет                                                                                  | Нет | Нет | Светодиодные индикаторы подтверждают наличие электропитания в обеих входных линиях и для каждой выходной розетки | Нет | Нет |
| Индикация                                             | На светодиодных индикаторах выходов   | Состояние "вкл", "выкл", КЗ, перезагрузка | Несоответствие параметрам                                                            | Нет | Состояние "вкл", "выкл" | Светодиодные индикаторы подтверждают наличие электропитания в обеих входных линиях и для каждой выходной розетки | Нет | Нет |
| Индикация                                             | Цифровой дисплей                      | Частота, напряжение, ток, мощность | Выходной ток                                                                         | Частота, напряжение входа, суммарный ток выходов | Уровень нагрузки в амперах | Уровень нагрузки в амперах | Уровень нагрузки в амперах | Напряжение, ошибка или аварийное состояние. |
| Функции контроля, удалённого управления и мониторинга | Дистанционное управление розетками    | Включение, выключение не используемых выходов и входов, назначение активного входа, перезагрузка, назначение порогов по оповещению и отключению выходов и входов.                               | Включение, выключение не используемых выходов, перезагрузка.                         | Функции дистанционного управлениями входами: назначение приоритетов, включение и выключение одного выхода(2 одновременно нельзя, перезагрузить не получится).       | Поддерживает включение, выключение и перезагрузку каждой отдельной розетки как программно, так и в режиме реального времени | Поддерживает включение, выключение и перезагрузку каждой отдельной розетки как программно, так и в режиме реального времени | Включение, выключение не используемых выходов, перезагрузка, назначение порогов по току и напряжению.                                                              | Включение, выключение не используемых выходов, перезагрузка, назначение порогов по оповещению и отключению.                                                        |
| Функции контроля, удалённого управления и мониторинга | Состояние входов                      | Состояние "вкл", "выкл", несоответствие параметрам, приоритет, обозначение корректно подключенной земли, значения тока, напряжения, мощности, частоты.                                          | Отображения данных о входном напряжении и уровнях выходной нагрузки                  | Функции дистанционного управлениями входами: назначение приоритетов, включение и выключение одного выхода(2 одновременно нельзя, перезагрузить не получится).       | Отображает значения напряжения, частоты и нагрузки через интерфейс Ethernet | Нет | Нет | Значения общего рабочего напряжения и тока. |
| Функции контроля, удалённого управления и мониторинга | Состояние каналов                     | Состояние "вкл", "выкл", КЗ, перезагрузка, значения тока и мощности. | Отображения данных о входном напряжении и уровнях выходной нагрузки                  | Функции дистанционного управлениями входами: назначение приоритетов, включение и выключение одного выхода(2 одновременно нельзя, перезагрузить не получится).       | Отображает значения напряжения, частоты и нагрузки через интерфейс Ethernet | Нет | Отображение в реальном времени показаний силы тока, напряжения и мощности в пользовательском интерфейсе.                                                           | Значения напряжения и тока отдельных розеток и группы розеток. |
| Функции контроля, удалённого управления и мониторинга | Дополнительные параметры              | Нет | Нет                                                                                  | Функции дистанционного управлениями входами: назначение приоритетов, включение и выключение одного выхода(2 одновременно нельзя, перезагрузить не получится).       | Вывод данных об условиях окружающей среды с помощью дополнительного монтируемого в стойку/шкаф датчика температуры и влажности ENVIROSENSE, а также возможность уведомления об открытии двери шкафа с помощью от одного до четырех дополнительных датчиков SRSWITCH | Вывод данных об условиях окружающей среды с помощью дополнительного монтируемого в стойку/шкаф датчика температуры и влажности ENVIROSENSE, а также возможность уведомления об открытии двери шкафа с помощью от одного до четырех дополнительных датчиков SRSWITCH | Позволяет контролировать состояние окружающей среды посредством подключаемых (до 2-х) датчиков.                                                                    | Позволяет контролировать состояние окружающей среды посредством подключаемых (до 2-х) датчиков.                                                                    |
| Функции контроля, удалённого управления и мониторинга | Учёт электроэнергии                   | Раздельный учёт электроэнергии на каждом из 10-ти выходов | Нет                                                                                  | Нет | Нет | Нет | Нет | Нет |
|                                                       | Поддерживаемые протоколы              | HTTP/HTTPS (WEB interface/REST API), SSH, SNMP | WEB interface, SNMP, Telnet, DHCP, SSH, HTTP/HTTPS                                   | WEB interface, SNMP, Telnet | HTTP, HTTPS, PowerAlert Network Management System, SMTP, SNMPv1, SNMPv2, Telnet, SSH, FTP, DHCP, BOOTP, NTP. | HTTP, HTTPS, PowerAlert Network Management System, SMTP, SNMPv1, SNMPv2, SNMPv3, Telnet, SSH, FTP, DHCP, BOOTP, NTP | TCP/IP, UDP, HTTP, HTTPS, SSL, SMTP, DHCP, NTP, DNS, 10Base-T/100Base-TX, автообнаружение, опрос и Telnet                                                          | SNMP v.1, WEB interface |

## Распространение RPCM
RPCM получил распространение в следующих странах: Армения, Азербайджан, Болгария, Германия, Голландия, Грузия, Казахстан, Кыргызстан, Латвия, Малайзия, Россия, Сингапур, США, Финляндия.